# Донибрук (Северна Дакота)
Донибрук (енгл. Donnybrook) град је у америчкој савезној држави Северна Дакота.

## Демографија
По попису из 2010. године број становника је 59, што је 31 (-34,4%) становника мање него 2000. године.
| Група             | 2000.      | 2010.      |
| Белци             | 84 (93,3%) | 57 (96,6%) |
| Афроамериканци    | 0 (0,0%)   | 0 (0,0%)   |
| Азијати           | 0 (0,0%)   | 0 (0,0%)   |
| Хиспаноамериканци | 6 (6,7%)   | 0 (0,0%)   |
| Укупно            | 90         | 59         |